# Gyalideopsis
Gyalideopsis — рід лишайників родини Gomphillaceae. Назва вперше опублікована 1972 року.